# حمیدیه (طرطوس)
حمیدیه شهرکی است در کرانه دریای مدیترانه سوریه که ۳ کیلومتر از مرز لبنان فاصله دارد. با فرمان مستقیم سلطان عبدالحمید دوم ساخته شد تا پناهگاهی برای مسلمانان کرت باشد در زمانی که کرت قسمتی از امپراتوری عثمانی نبود.